# 小売市場距離制限事件
小売市場距離制限事件（こうりしじょうきょりせいげんじけん）とは、小売商業調整特別措置法と日本国憲法第22条に規定された職業選択の自由との問題について争われた裁判。

## 事件の概要
A株式会社は、大阪府茨木市に本店を置き、市場経営を業とする法人であった。その代表者であるXが、東大阪市に平家(平屋)建て1棟を建設し、新しく小売市場とするために野菜商4店舗、生鮮魚介類商3店舗を含む49店舗を小売商人ら47名に貸し付けた。開設にあたり、小売商業調整特別措置法第3条第1項に基づく大阪府知事の許可を受けていなかった。この行為が、同法第3条第1項違反（罰則　第22条）として、AとXが起訴された。なお、許可基準を定める同法第5条第1号は、「競争が過度に行われることとなりそのため中小小売商の経営が著しく不安定となるおそれ」と抽象的であるが、この規定に基づく大阪府小売市場許可基準内規は、距離基準を規定していた。
1968年（昭和43年）9月30日に東大阪簡易裁判所で、AとXに各々罰金15万円を言い渡した。AとXは控訴したが、1969年（昭和44年）11月28日に、大阪高等裁判所は控訴を棄却した。そこで、AとXは許可規制および距離制限が、自由競争を基調とする日本の経済体制に背反し、既存業者の独占的利潤追求するものであるから、日本国憲法第22条第1項に違反することを主張して、最高裁判所に上告した。

## 上告審判決
1972年（昭和47年）11月22日、最高裁は以下のように判断して上告を棄却し、AとXの罰金刑が確定した。
- 憲法第22条第1項は、国民の基本的人権の一つとして職業選択の自由を保障しており、そこで職業選択の自由を保障することというなかには広く一般にいわゆる営業の自由を保障する趣旨を包含している。
- 憲法は国の責務として積極的な社会経済政策の実施を予定しているものということができ、個人の経済活動の自由に関する限り、個人の精神的自由等に関する場合と異なり、社会経済政策の実施の一手段として一定の合理的規制措置を講ずることはもともと憲法が予定しかつ許容するところである。
- 個人の経済活動に対する法的措置については、立法府の裁量的判断を尊重するほかなく、裁判所は立法府の裁量的判断を尊重するのを建前とし、立法府がその裁量権を逸脱し、法的規制措置が著しく不合理であることの明白である場合に限って、これを違憲としてその効力を否定することができる。
- 小売商業調整特別措置法は、立法当時における中小企業保護政策の一環として成立したものであり、小売商が国民のなかに占める数と国民経済における役割とに鑑み、経済的基盤の弱い小売商の事業活動の機会を適正に保障し、かつ小売商の正常な秩序を阻害する要因を除去する必要があるとの判断のもとに、その一方策として、小売市場の乱設に伴う小売商相互の過当競争によって招来されるであろう小売商の共倒れから小売商を保護するためにとられる措置であると認められ、一般消費者の利益を犠牲にして、小売商に対して積極的に流通市場における独占的利益を付与するためのものではないことが明らかである。しかも、小売商業調整特別措置法はその所定形態を小売市場のみを規制対象としているのにすぎないのであって、過当競争による弊害が特に顕著と認められる場合についてのみ、これを規制する趣旨であることが窺われる。これらの諸点からみると、小売商業調整特別措置法所定の小売市場の許可規制は国が社会経済の調和的発展を企図するという観点から中小企業保護政策の一方策としてとった措置ということができ、その目的において一応の合理性を認めることができないわけではなく、またその規制の手段・態様においてもそれが著しく不合理であることが明白であるとは認められない。
- 大阪府小売市場許可基準内規についての違憲の主張は、内規は、それ自体、法的拘束力を有するものではなく、単に本法3条1項に基づく許可申請にかかる許可行政の運用基準を定めたものにすぎず、その当否は、具体的な不許可処分の適否を通じて争えば足り、しかも、記録上、被告人らが許可申請をした形跡は窺えないのであるから、被告人らが本件で内規の一般的合憲性を争うことは許されない。

## 影響

### 規制目的二分論への影響
学説では、本判決と薬局距離制限事件判決から「規制目的二分論」が導かれたとされる。
規制目的二分論では、職業選択の自由を含む経済的自由権に対する規制が、その規制目的により危険の除去・安全の保護と言った消極目的を主眼とする規制（消極目的規制）と、社会政策的に弱者・少数者等を保護するなどの積極目的を主眼とする規制（積極目的規制）とに二分される。そして、消極目的規制については比較的厳格な審査が、積極目的規制では、規制を設けた立法府の判断を尊重し、当該規制に著しく不合理な点が明確に存在しない限りは合憲とする緩やかな審査が、それぞれなされるべき、と解される。
特に、本判決では、小売商業調整特別措置法の規制が経済的基盤の弱い小売商の保護（つまり、積極目的規制）にあるとした上で、規制の手段・態様が著しく不合理であることが明白であるか否かを判断していることから、規制目的二分論の枠組みに適う、と解された。